# Andes vicinus
Andes vicinus är en insektsart som beskrevs av Van Stalle 1983. Andes vicinus ingår i släktet Andes och familjen kilstritar. Inga underarter finns listade i Catalogue of Life.